# Rhododendron rupivalleculatum
Rhododendron rupivalleculatum är en ljungväxtart som beskrevs av Pui Cheung Tam. Rhododendron rupivalleculatum ingår i släktet rododendron, och familjen ljungväxter. Inga underarter finns listade i Catalogue of Life.